# Super Bowl MVP
Super Bowl MVP er en pris, der bliver givet til den mest "værdifulde" spiller i NFL's mesterskabskamp, Super Bowl.
Prisen bliver givet hvert år til en spiller fra det vindene hold; prisen er dog en enkelt gang blevet givet til en spiller på det tabende hold; dette var i Super Bowl V, da Chuck Howley fra Dallas Cowboys fik tildelt prisen, selvom hans hold tabte til Baltimore Colts. Prisen er også en enkelt gang blevet tildelt 2 spillere; dette skete i Super Bowl XII da Harvey Martin and Randy White fra Dallas Cowboys blev udnævnt som co-MVP's.
Udvælgelsen sker efter afstemning fra et panel bestående af 16 sportsjournalister og tilskuerne, der siden 2001 har kunnet stemme, dog vægter panelets stemmer for 80% og tilskuernes for de sidste 20. Siden 1991 har vinderen modtaget Pete Rozelle-trofæet opkaldt efter Pete Rozelle, lavet hos Tiffany & Co., der også laver Vince Lombardi-trofæet. Indtil 2015 fik man også en bil.

## Modtagere
| År   | Super Bowl-nr. | Spiller             | Position                     | Hold                 |
| ---- | -------------- | ------------------- | ---------------------------- | -------------------- |
| 1967 | I              | Bart Starr          | Quarterback                  | Green Bay Packers    |
| 1968 | II             | Bart Starr (2)      | Quarterback                  | Green Bay Packers    |
| 1969 | III            | Joe Namath          | Quarterback                  | New York Jets        |
| 1970 | IV             | Len Dawson          | Quarterback                  | Kansas City Chiefs   |
| 1971 | V              | Chuck Howley        | Linebacker                   | Dallas Cowboys       |
| 1972 | VI             | Roger Staubach      | Quarterback                  | Dallas Cowboys       |
| 1973 | VII            | Jake Scott          | Safety                       | Miami Dolphins       |
| 1974 | VIII           | Larry Csonka        | Runningback                  | Miami Dolphins       |
| 1975 | IX             | Franco Harris       | Runningback                  | Pittsburgh Steelers  |
| 1976 | X              | Lynn Swann          | Wide receiver                | Pittsburgh Steelers  |
| 1977 | XI             | Fred Biletnikoff    | Wide receiver                | Oakland Raiders      |
| 1978 | XII            | Harvey Martin       | Defensive end                | Dallas Cowboys       |
| 1978 | XII            | Randy White         | Defensive tackle             | Dallas Cowboys       |
| 1979 | XIII           | Terry Bradshaw      | Quarterback                  | Pittsburgh Steelers  |
| 1980 | XIV            | Terry Bradshaw (2)  | Quarterback                  | Pittsburgh Steelers  |
| 1981 | XV             | Jim Plunkett        | Quarterback                  | Oakland Raiders      |
| 1982 | XVI            | Joe Montana         | Quarterback                  | San Francisco 49ers  |
| 1983 | XVII           | John Riggins        | Runningback                  | Washington Redskins  |
| 1984 | XVIII          | Marcus Allen        | Runningback                  | Los Angeles Raiders  |
| 1985 | XIX            | Joe Montana (2)     | Quarterback                  | San Francisco 49ers  |
| 1986 | XX             | Richard Dent        | Defensive end                | Chicago Bears        |
| 1987 | XXI            | Phil Simms          | Quarterback                  | New York Giants      |
| 1988 | XXII           | Doug Williams       | Quarterback                  | Washington Redskins  |
| 1989 | XXIII          | Jerry Rice          | Wide receiver                | San Francisco 49ers  |
| 1990 | XXIV           | Joe Montana (3)     | Quarterback                  | San Francisco 49ers  |
| 1991 | XXV            | Ottis Anderson      | Runningback                  | New York Giants      |
| 1992 | XXVI           | Mark Rypien         | Quarterback                  | Washington Redskins  |
| 1993 | XXVII          | Troy Aikman         | Quarterback                  | Dallas Cowboys       |
| 1994 | XXVIII         | Emmitt Smith        | Runningback                  | Dallas Cowboys       |
| 1995 | XXIX           | Steve Young         | Quarterback                  | San Francisco 49ers  |
| 1996 | XXX            | Larry Brown         | Cornerback                   | Dallas Cowboys       |
| 1997 | XXXI           | Desmond Howard      | Kick returner/ punt returner | Green Bay Packers    |
| 1998 | XXXII          | Terrell Davis       | Runningback                  | Denver Broncos       |
| 1999 | XXXIII         | John Elway          | Quarterback                  | Denver Broncos       |
| 2000 | XXXIV          | Kurt Warner         | Quarterback                  | St. Louis Rams       |
| 2001 | XXXV           | Ray Lewis           | Linebacker                   | Baltimore Ravens     |
| 2002 | XXXVI          | Tom Brady           | Quarterback                  | New England Patriots |
| 2003 | XXXVII         | Dexter Jackson      | Safety                       | Tampa Bay Buccaneers |
| 2004 | XXXVIII        | Tom Brady (2)       | Quarterback                  | New England Patriots |
| 2005 | XXXIX          | Deion Branch        | Wide receiver                | New England Patriots |
| 2006 | XL             | Hines Ward          | Wide receiver                | Pittsburgh Steelers  |
| 2007 | XLI            | Peyton Manning      | Quarterback                  | Indianapolis Colts   |
| 2008 | XLII           | Eli Manning         | Quarterback                  | New York Giants      |
| 2009 | XLIII          | Santonio Holmes     | Wide receiver                | Pittsburgh Steelers  |
| 2010 | XLIV           | Drew Brees          | Quarterback                  | New Orleans Saints   |
| 2011 | XLV            | Aaron Rodgers       | Quarterback                  | Green Bay Packers    |
| 2012 | XLVI           | Eli Manning (2)     | Quarterback                  | New York Giants      |
| 2013 | XLVII          | Joe Flacco          | Quarterback                  | Baltimore Ravens     |
| 2014 | XLVIII         | Malcolm Smith       | Linebacker                   | Seattle Seahawks     |
| 2015 | XLIX           | Tom Brady (3)       | Quarterback                  | New England Patriots |
| 2016 | 50             | Von Miller          | Linebacker                   | Denver Broncos       |
| 2017 | LI             | Tom Brady (4)       | Quarterback                  | New England Patriots |
| 2018 | LII            | Nick Foles          | Quarterback                  | Philadelphia Eagles  |
| 2019 | LIII           | Julian Edelman      | Wide receiver                | New England Patriots |
| 2020 | LIV            | Patrick Mahomes     | Quarterback                  | Kansas City Chiefs   |
| 2021 | LV             | Tom Brady (5)       | Quarterback                  | Tampa Bay Buccaneers |
| 2022 | LVI            | Cooper Kupp         | Wide receiver                | Los Angeles Rams     |
| 2023 | LVII           | Patrick Mahomes (2) | Quarterback                  | Kansas City Chiefs   |
| 2024 | LVIII          | Patrick Mahomes (3) | Quarterback                  | Kansas City Chiefs   |

## Statistik
Oversigten er opdateret til og med Super Bowl LVIII (2024)
| Position                    | Total |
| --------------------------- | ----- |
| Quarterback                 | 33    |
| Wide receiver               | 8     |
| Running back                | 7     |
| Linebacker                  | 4     |
| Defensive end               | 2     |
| Safety                      | 2     |
| Cornerback                  | 1     |
| Defensive tackle            | 1     |
| Kick returner/punt returner | 1     |

| Spiller         | Position    | Hold                                                | Antal | Super Bowls                  |
| --------------- | ----------- | --------------------------------------------------- | ----- | ---------------------------- |
| Tom Brady       | Quarterback | New England Patriots (4) / Tampa Bay Buccaneers (1) | 5     | XXXVI, XXXVIII, XLIX, LI, LV |
| Joe Montana     | Quarterback | San Francisco 49ers                                 | 3     | XVI, XIX, XXIV               |
| Patrick Mahomes | Quarterback | Kansas City Chiefs                                  | 3     | LIV, LVII, LVIII             |
| Bart Starr      | Quarterback | Green Bay Packers                                   | 2     | I, II                        |
| Terry Bradshaw  | Quarterback | Pittsburgh Steelers                                 | 2     | XIII, XIV                    |
| Eli Manning     | Quarterback | New York Giants                                     | 2     | XLII, XLVI                   |